# Barreiros 4220
 (novembre 2021).
Si vous disposez d'ouvrages ou d'articles de référence ou si vous connaissez des sites web de qualité traitant du thème abordé ici, merci de compléter l'article en donnant les références utiles à sa vérifiabilité et en les liant à la section « Notes et références ».
 (novembre 2021).
Le Barreiros 4220 est un camion à cabine avancée présenté par le constructeur espagnol de camions Barreiros en octobre 1969 et fabriqué jusqu'en 1985 sous les marques Barreiros puis Dodge et enfin Renault.  

## Historique
Eduardo Barreiros a créé son entreprise en 1951 mais n'a reçu l'autorisation du gouvernement du général Francisco Franco pour fabriquer des camions qu'en 1954 avec la contrainte de ne pas dépasser 1 000 unités par an afin de ne pas concurrencer le constructeur d'Etat Pegaso.
Pendant une décennie, Barreiros se développe en produisant des camions, des tracteurs agricoles, des moteurs essence et diesel, des motos, des fourgonnettes et des automobiles sous licence.
En 1964, Barreiros signe, avec le constructeur américain Chrysler, un accord de coopération technique et industriel qui permet à Chrysler de racheter 40% de la société et à Barreiros, d'obtenir des licences pour fabriquer plusieurs modèles d'automobiles Simca et Dodge, puis de camions.

## Le camion Barreiros 4220
C'est en 1969 que Barreiros présente son nouveau modèle, le 4220, un camion lourd de 20 tonnes, qui va être produit dans la nouvelle usine de Villaverde, inaugurée en 1966. Ce camion, entièrement espagnol, est l'œuvre de l'ingénieur Mario Gamarra.
Il dispose d'une cabine panoramique en deux longueurs, CP-67 avec couchette et CP-73 plus courte, sans couchette. L'isolation a été soigneusement étudiée, tout comme le confort du conducteur avec une ventilation efficace et un chauffage renforcé. Des attentions rares sur les camions espagnols de l'époque. 
En 1974, la cabine est modernisée et reçoit un tableau de bord plus esthétique et avec de nouvelles fonctions et extérieurement, les phares sont déplacés de la cabine sur les pare-chocs. Cette nouvelle disposition a rendu les ampoules fragiles à cause des vibrations importantes et ils ont vite été remplacés par un modèle plus simple mais plus résistant qui sera repris sur les Pegaso Tecno.
Le camion est équipé du moteur Barreiros B-26 à injection directe, 6 cylindres en ligne de 10 179 cm3 développant 170 ch DIN à 2 200 tr/min avec un couple de 629 N m à 1 350 tr/min. Ce moteur était largement connu et apprécié car il équipait déjà les modèles "Super Azor" et "Super Azor Gran Ruta".
Le camion est doté d'une direction hydraulique ZF et d'une boîte de vitesses Barreiros 552 à 5 rapports plus réducteur ce qui valait 10 vitesses avant synchronisées et deux marches arrière.

## La concurrence
Durant cette période d'autarcie que connaissait l'Espagne franquiste, le Barreiros 4220 a été le seul et unique concurrent direct du Pegaso 1065 « Europa ». Ils disposaient tous les deux de la même puissance. On peut encore trouver quelques exemplaires du Pegaso Europa à l'intérieur de certaines entreprises utilisés pour des mouvements internes, tout comme le Barreiros 42/20, tous ayant atteint un million de kilomètres. 
Le Barreiros 42/20 a vu son nom d'origine Barreiros figurant sur la calandre muter en Dodge, et durant quelques mois même Renault, suivant plus ou moins l'histoire de la société et de l'usine Barreiros.